# Малоярославский 116-й пехотный полк
116-й пехотный Малоярославский полк — пехотная воинская часть Русской императорской армии. Входил в состав 29-й пехотной дивизии.

## Формирования и походы полка

#### Предшественники полка
17 мая 1797 г. на Кавказе был сформирован 17-й егерский полк в составе 2 батальонов, 31 октября того же года названный по имени своего шефа егерским генерал-майора Лихачёва. 29 марта 1801 г. полк был наименован 16-м егерским и приведён в состав 3 батальонов. В 1804 г., в составе отряда генерала Глазенапа, полк принимал участие в усмирении кабардинцев, в штурме позиции на р. Черем (14 мая) и в 4-дневном бою у каменного моста на р. Кубани. В следующем году 2 роты полка были назначены в состав десантного отряда, отправленного в Персию, и участвовали во взятии крепости Энзели. Кроме того, в этом же году батальон егерей находился в отряде полковника Карягина и совершил поход в Персию. 22 июня 1806 г. полк участвовал, под командою генерала Булгакова, в покорении Казикумухского, Кубинского и Бакинского ханств. С 13 февраля по 18 марта 1807 г. егеря находились в экспедиции против чеченцев и карабулахцев и участвовали 16 февраля в сражении при Ханкальском ущелье, за штурм которого шеф полка, храбрый генерал Лихачёв, был награждён орденом св. Георгия 3-й степени. Затем полк в течение 12 лет нёс кордонную службу на Кавказской линии, участвуя в экспедициях за Кубань, в Кабарду и Чечню.
1 июля 1819 г. полк был назначен в состав 8-й пехотной дивизии и выступил в Россию. В войну 1828—1829 гг. с Турцией 1-й и 2-й батальоны полка участвовали в осаде Шумлы и Силистрии. 28 января 1833 г. при переформировании всей пехоты полк был присоединён к Кременчугскому егерскому полку и составил его 3, 4 и 6-й резервные батальоны.
В 1849 г. при усмирении венгров Кременчугский полк участвовал 3 июля в авангардном деле у Вайцена и при Дебречине, и за проявленную доблесть всем батальонам был пожалован 25 декабря 1849 г. «поход за военное отличие».
Во время Восточной войны полк охранял берега верхнего Дуная и затем участвовал в осаде Силистрии. Назначенный на усиление войск в Крыму Кременчугский полк 2 апреля 1855 г. был назначен в состав гарнизона г. Севастополя и геройски выдержал всю его осаду, за что был награждён 30 августа 1856 г. Георгиевскими знамёнами с надписью: «За Севастополь в 1854 и 1855 гг.» В 1857 г. 4-й батальон Кременчугского полка, образованный из 2-го батальона 16-го егерского полка, был выделен из состава полка и назван 4-м резервным батальоном Кременчугского пехотного полка.

#### Формирование Малоярославского полка
6 апреля 1863 г. из 4-го резервного батальона Кременчугского пехотного полка и бессрочно-отпускных нижних чинов был сформирован двухбатальонный Кременчугский резервный пехотный полк, названный 13 августа 1863 г. Малоярославским пехотным полком и приведенный в состав 3 батальонов с 3 стрелковыми ротами. При сформировании Малоярославского полка ему были переданы в 1-й батальон из Кременчугского пехотного полка следующие знаки отличия: Георгиевское знамя с надписью «За Севастополь в 1854 и 1855 гг.» и «поход за военное отличие», пожалованный за усмирение Венгрии в 1849 г. При подавлении польского восстания 1863 г. Малоярославский полк принимал участие в военных действиях и участвовал в 4 стычках с повстанцами.
25 марта 1864 г. к наименованию Малоярославского полка был присоединён № 116. 14 мая 1879 г. из 3 стрелковых рот и вновь образованной 16-й роты сформирован 4-й батальон. 17 мая 1897 г. полк праздновал 100-летний юбилей и получил новое Георгиевское знамя с надписью: «За Севастополь в 1854 и 1855 гг.» и «1797—1897», с Александровской юбилейной лентой.
Полковой праздник — 8 сентября.

## Знаки отличия
- Полковое знамя Георгиевское с надписями: «За Севастополь в 1854 и 1855 годах» и «1797—1897». С Александровской юбилейной лентой. (Высочайшая грамота от 17.05.1897 г.). Отличие пожаловано в бытность в составе Кременчугского полка.

- Поход за военное отличие. Пожалован 1-му батальону 25.12.1849 г. в бытность его 4-м батальоном Кременчугского полка за усмирение Венгрии в 1849 г.

## Командиры
- 1855—1856 — полковник Свищевский, Тимофей Иванович
- 01.05.1857 — 30.07.1857 — полковник Семёнов, Александр Иванович
- 30.07.1857 — 26.05.1859 — полковник Чернецкий Александр Осипович
- 26.05.1859[1] — 06.07.1867 — полковник Домбровский, Ромуальд Эдуардович
- 06.07.1867 — 17.09.1870 — полковник Толмачёв, Иван Павлович
- 17.09.1870 — 10.09.1877 — полковник Крок, Карл Эдуардович
- 19.09.1877 — 18.09.1881 — полковник Глинка, Владимир Сергеевич
- 18.09.1881 — 08.07.1882 — полковник Морсочников, Иван Дмитриевич
- 08.07.1882 — 22.01.1890 — флигель-адъютант полковник Кршевицкий, Николай Фадеевич
- 22.01.1890 — 24.10.1898 — полковник Стравинский, Александр Игнатьевич
- 07.11.1898 — 10.09.1900 — полковник Бутовский, Николай Дмитриевич
- 20.09.1900 — 25.03.1904 — полковник Гельмгольц, Николай Фёдорович
- 25.03.1904 — 12.03.1907 — полковник Борисов, Вячеслав Евстафьевич
- 12.03.1907 — 09.02.1914 — полковник фон Гальберг, Анатолий Михайлович
- 19.02.1914 — 06.02.1915[2] — полковник Вицнуда, Константин Александрович
- 24.04.1915 — 09.02.1917 — полковник Голынец, Александр Григорьевич
- 31.03.1917 — 19.05.1917 — полковник Рогальский, Владимир Викентьевич
- 19.05.1917 —хх.хх.хххх— полковник Розенберг, Эрих Эдуардович